# 1987 (numero)
Millenovecentottantasette (1987) è il numero naturale dopo il 1986 e prima del 1988.

## Proprietà matematiche
- È un numero dispari.
- È un numero primo e un numero numero primo forte.
- È un numero difettivo.
- È un numero palindromo e un numero ondulante nel sistema posizionale a base13 (B9B).
- È un numero fortunato.
- È un numero nontotiente in quanto dispari e diverso da 1.
- È un numero intero privo di quadrati.
- È un numero odioso.
- È parte della terna pitagorica (1987, 1974084, 1974085).

## Astronomia
- 1987 Kaplan è un asteroide della fascia principale del sistema solare.

## Astronautica
- Cosmos 1987 è un satellite artificiale russo.

## Musica
- 1987 Versions è un EP del gruppo musicale britannico Whitesnake.